# Distretto di Dašinčilėn
Il distretto di  Dašinčilėn è uno dei sedici distretti (sum) in cui è suddivisa la provincia di Bulgan, in Mongolia. Conta una popolazione di 2.574 abitanti (censimento 2009). 